# Sinkadus (TV-serie)
Sinkadus är en svensk TV-serie i sex delar från 1980 i regi av Leif Krantz och producerad av Drakfilm. Serien har sänts i SVT två gånger, 1980 och 1997 och utgavs på DVD i juli 2009. Det är en fristående fortsättning på serien Ärliga blå ögon från 1977. Stig Ossian Ericson spelar åter kommissarie Simonsson, liksom han gjorde i den serien. TV-serien innebar Mona Seilitz publika genombrott. Det gavs även ut en bok skriven av Leif Krantz som följer seriens handling.

## Handling
En rånarliga bestående av Conny Klack (Leif Magnusson), Josef Brandt (Nils Eklund) och Robert Bintje (Tommy Nilson) rånar en värdetransport med guldtackor. De gömmer sedan guldet i bagaget till en stulen och falskskyltad bil som hämtas av ligans fjärde medlem, Ros-Marie Larsson (Mona Seilitz). Det slumpar sig dock så att de lämnat rånbytet i fel bil, en bil med exakt samma registreringsnummer som den falskskyltade. Detta nummer är HAM 753, och bilen är en Opel Rekord, medan den stulna bilen var en Mercedes-Benz W108.
Bilen visar sig tillhöra den deprimerade och livströtte John Hissing (Hans Ernback). När denne upptäcker guldet i bagaget tar dock hans liv en enorm förändring till det bättre i alla avseenden. Redan när ligan snokat rätt på honom och hotar honom lyckas han inte bara övertala dem att få behålla en del av guldet utan blir även medlem i ligan. Därtill blir han och Ros-Marie Larsson förälskade i varandra. Ryktet om guldbytet cirkulerar dock i den undre världen och den farlige maffiabossen "Tryffelsvinet" konfronterar ligan och hotar dem om han inte får del av vinsten.
Efter att både Josef Brandt och Conny Klack mördats av "Tryffelsvinet" bestämmer sig de övriga i ligan för att fly åt varsitt väderstreck. John Hissing västerut, Ros-Marie Larsson norrut och Robert Bintje söderut.
"Tryffelsvinet" lyckas spåra John Hissing till Färöarna. Den djärve Hissing väljer då att istället konfrontera gangsterkungen och dödar honom i en uppgörelse i bergen. Med hotet från "Tryffelsvinet" undanröjt återförenas ligan och John Hissing, vars rykte vuxit i den undre världen, tar ledningen och planerar ett ännu större rån.

## Rollista
- Hans Ernback – John Hissing
- Mona Seilitz – Ros-Marie Larsson
- Nils Eklund – Josef Brandt
- Leif Magnusson – Conny Klack
- Tommy Nilson – Robert Bintje
- Stig Ossian Ericson – kommissarie Simonson
- Stig Engström – kriminalassistenten
- Birgit Carlstén – sångerskan
- Gun Jönsson – husmor
- Olof Bergström – "Tryffelsvinet"
- Palle Granditsky – direktör Spoof
- Fred Gunnarsson – husvagnssäljaren
- Carl-Axel Heiknert – rikspolischefen
- Ulla-Bella Gabrielsson – Fru Simonson
- Tom Younger – Fat Bill, gangster
- Jörgen Lantz – helikopterpilot
- Björn Strand – Hissings chef
- Annika Levin – Hissings kollega
- Stig Törnblom – guldleveransens chaufför
- Åke Lindström – man på parkeringsplats
- Axel Düberg – lodis
- Ingvar Kjellson – lodis
- Kurt-Olof Sundström – metallskrothandlare, hälare
- George Thunstedt – Bolander
- Gustav Kling – turist som misstas för lönnmördare
- Lasse Petterson – jägare
- Leif Liljeroth – gangster i Dalarna
- Björn Granath – gangster
- Ulf von Zweigbergk – lönnmördare med fiollåda
- Ole Blegel – polis
- Börje Mellvig – Birger Berntson, kallad "Pluto"
- Birger Malmsten – Bertil Jupiter
- Åke Wästersjö – Karl Evert Karlsson, kallad "Bamse"
- Christina Carlwind – Olga, rysk gangster
- Jan Nygren – rysk tolk
- Rolf Larsson – gangster
- Peter Hüttner – gangster
- Charlie Elvegård – Bananen, gangster
- Anneli Martini – journalist
- Peder Falk – journalist
- Thore Segelström – journalist
- Segol Mann – poliskonstapel
- Klas Jahnberg – Bokstam
- Carl Billquist – Rasmus Flindt
- Gunnel Fred – Sara Renke
- Anne-Marie Machnow – nattklubbsvärdinna
- Bo Montelius – nattklubbsgäst
- Lena Strömdahl – sekreterare
- Leif Krantz – filmregissör
- Robert Sjöblom – regiassistent
- Kurt Emke – polis/vakt
- Henrik S. Järrel – Rasmus Flindts kollega (ej krediterad)

## Citat
- – Äventyret gjorde mig levande igen. (John Hissing till Ros-Marie Larsson)